# Зег
Зег (нім. Seeg) — громада в Німеччині, знаходиться в землі Баварія. Підпорядковується адміністративному округу Швабія. Входить до складу району Остальгой. Центр об'єднання громад Зег.
Площа — 50,06 км2. Населення становить 2955 ос. (станом на 31 грудня 2020).